# (171) Ophélie
Pour les articles homonymes, voir Ophélie (homonymie).
Ne doit pas être confondu avec Ophélie (lune).
(171) Ophélie est un astéroïde de la ceinture principale découvert par Alphonse Borrelly le 13 janvier 1877 et nommé d'après le personnage de Shakespeare dans Hamlet.